# Тирелов краљевски музеј палеонтологије
Тирелов краљевски музеј палеонтологије једини је музеј у Канади посвећен искључиво палеонтологији као науци, који се налази 6 km од Драмхелера, у Канадској покрајини Алберта. У њему се чува једна од највећих светских колекција са преко 150.000 примерака диносауруса и других облика праисторијског живота.
Сваке године више од 400.000 посетилаца и 100 истраживача, из свих земаља света посети овај музеј, пре свега намењен прикупљању, чувању, презентацији и интерпретацији историје живота на Земљи.

## Историја
Оснивању музеја претходили су догађаји с краја 19. века. Наиме 12. августа 1884. године Канадски геометар и археолог истраживач Џозеф Тирел открио је лобању 70 милиона година старог диносаура месождера Албертосауруса у близини Драмхелере, у покрајини Алберта. 
Овај Тирелов налаз изазвао је велико интересовање међу палеонтолозима широм света, који су диносаура назвали „гуштер месождер из Алберте“ (Albertosaurus sarcophagus). Убрзо је подручје на коме је он откривен привукло велики број љубитеља палеонтологије, и након нових открића, неколико десетина година касније, названо је „долина диносауруса“
Након једног века од овог значајног Тилеровог открића, тачније 25. септембра 1985. године, отворен је на месту открића Албертосауруса „Тирелов музеј палеонтологије“, који је по њему и добио име.
Првобитно, музеј је био замишљен као истраживачка и научна установа. Међутим оснивачи музеја убрзо су променили намену установе и претворили музеј у велику јавну галерију са импозантним изложбеним простором, који је већ у првој години постојања привукао више од 500.000 посетилаца.
Године 1990. године, у част краљице Елизабете II музеју је дат Краљевски статус, тако да сада носи назив „Тирелов краљевски музеј палеонтологије“.
Музеј је убрзо постао светски познат и признат, не само по музејским збиркама већ и по својим бројним иновативним активностима, јавним образовним програмима, у којима се сваке године ангажују бројни истраживачи, као и великој посвећеност палеонтологији као науци.
„Тирелов краљевски музеј палеонтологије“, данас је намењен; прикупљању, чувању, заштитити, презентацији, и тумачењу палеонтолошке историје са посебним нагласком на подручје Алберте која располаже богатом историјом фосила.
Сваке године истраживачи и техничари Краљевског музеја палеонтологије излазе на терен да би обавили ископавања на раније познатим и новим налазиштима фосила на подручје Алберте.

## Положај и пространство
Тирелов краљевски музеј палеонтологије као једна од Канадских туристичких атракција и центар палеонтолошког истраживања, налази се 6 km северозападно од Драмхелера, 280 km од Едмонтона североисточно од Калгарија, 138 km од Брукса, 264 km од Банафа, 251 km од Медисин Хата, у Канадској провинцији Алберта.
Музеј се налази у средишњем делу налазишта фосилних слојева из касне креде, у Провинцијском парку Мидленд, а чува и бројне примерке из Алберта Бадландса, Провинцијског парка диносауруса итд.
Тирелов краљевски музеј палеонтологије управљају Министарства културе и туризма из провинције Алберта.
Целокупна површина Тиреловог краљевског музеја палеонтологије обухвата; 
- 77.500 m² под парковским површинама, археолошким локалитетима и грађевинским објекатима
- 11.200 m² под грађевинским објектима (галерије, ресторан, сувенирница, радионице, лабораторије, складишта итд)
- 4.400 m² под галеријским простором.[6]

## Музејске поставке
У згради музеја, која обухвата 11.200 квадратних метара, изложена су 35 комплетна скелата диносауруса, највећи скуп те вртсе на свету. Музеј нуди много више од костију, и других палеонтолошких експоната из праисторије. То су пре свега бројни мултимедијални прикази на екранима и компјутерских терминала где посетиоци могу да дизајнирају своје диносаурусе или се симултано играју. Постоји чак и неколико живих животиња, укључујући и незаборавна јата џиновских тропским бубашваба и невероватно велики стонога.
Музеј је проширирио своју делатност далеко изван његових зидова. Од 10. јануара 2007, музеј нуди преко 20 сати сваког дана образовног програма током летњих месеци, који се одвијају боравком у логорским условима, шетњи „долином диносуруса“, ливењу фосилних остатака, и још много тога. Током зимских месеци, музеј организује ноћне боравке у својим „Дино салама“ дајући ентузијастима прилику да спавају са овим, њима омиљеним, великим створењима.
У Тиреловом краљевском музеју палеонтологије, у два нивоа, приказана је збирка експоната из праисторије, подељена је у више тематских целина које обухватају период од 3,9 милијарди година п. н. е. до 12.000 година п.н.е или Леденог доба. На првом нивоу налазе се тематске целине са површине Земље а на другом нивоу су тематске целини о животу на Земљи у барама, језерима и морима..

### Период креде у Алберти
Ова импозантна музејска поставка, на првом нивоу, са којом се посетилац музеја прво сусреће инспирисана је радовима које су спровели научници музеја на енгл. Dry Island Buffalo Jump Provincial Park, истражујући фосилне остатке из периода креда од пре више од 69 милиона година, у покрајини Алберта. Са четири албертосауруса који се крећу преко реке канал и кроз прашуме, у овој музекској поставци приказане су реплике засноване на научним доказима прикупљеним из масовних гробница, у којима је откривено најмање 22 скелате албертосаурус. Иако су научници утврдили да су ови диносауруси изумрли у релативно кратком временском периоду, постоје бројне расправе о томе да ли су живели у групама или не.
Албертосаурус (Albertosaurus sarcophagus)
Албертосаурус је био је главни предатор свог времена, и близак рођак тираносауруса рекса, који је живео неколико милиона година касније. Први примерак Албертосауруса открио је 1884. године Џосеф Тирел, тада млади геолог током истраживања налазишта угља у долини реке Ред Дир.
Албертосаурус је у периоду креде био најчешћи и највећи месождер који је живео у Алберти. Тешко је и предвидети шта се све дешавало у областима где су живели ови гиганти, крећући се кроз бујна, полу-тропска екосистема креде богата различитом фауном.

### Период палеозоика
У овом делу музејске поставке из периода палеозиока (пре 542 до 251 милиона година) приказан је биљни и животињски свет који је прешао из мора и нашао себи станишта на копну.
На бројним паноима, анмацијама и изложеним фосилним артефактима приказан је процес живота на Земљи, који је у том периоду био велики изазов за многе врсте, јер је захтевао значајне еволутивни промене које су непрестано биле под утицајем гравитације и недостатка воде. Како је живот полако стицао упориште на копну, многобројне континенталне равнице и обале постепено су променле и добиле нови изглед, и од јаловине претвориле су се зелена пространства.
На музеолошки прикладан начин посетиоцима је упечетљиво приказан период карбон, од пре око 300 милиона година п. н. е., када су различите заједнице биљака и животиња покривале планету Земљу. Након периода када се чинило да Земља цвета, настала су масовна изумирања живог света, која су збрисала око 90% живота на Земљи, при крају перма, тј. пре 251 милиона година. Ово масовно изумирање које је најтеже познато изумирање на планати земљи, и означава границу између периода палеозоика и мезозојске ере, представљено је у овој музејској галерији, бројним фосилним остацима гмизаваца и инсеката, међу којима су најзначајнији:
Диметродон (Dimetrodon)
Диметродон из рода првих звероликих гмизаваца, који је живео у доба перма, био је претеча сисара. Овај гмизавац био је дуг и до 3 метра, са Крестом (великим једрима) на леђима, прекривеном дебелом кожом. Креста је била стално усправна и подупрта коштаним израштајима леђних кичмених пршљенова, а служила је за заштититу од сунца, јер су крвни судови под кожом брзо реаговали на промену топлоте. Хранио се искључиво месом. Плен (претежно водоземце), хватао је великим канџама и чељустима са оштрим, сабљастим зубима.
Dimetrodon је полагао јаја, на копну јер су била са чврстом опном. Младунци, који су се рађали са плућима и удовима, били су способни да се одмах по излегању одрже у животу на земљи.
Инсекти
Инсекти су се први пут појавили на око пола пута кроз палеозоик, и били су изузетно великог облика који је ускоро еволуирао. Фосилни остаци инсеката нису најбоље сачувани због њиховог танког и кртог спољнњег костура који се деградирао врло брзо после смрти и није се мога лако окаменити. Најбољи фосили инсеката су пронађени угушени у слојевима древниј језера као депозита или уграђен у глину.
Вилин коњиц (Anisoptera) био је примитивни летећи инсекти. Њихови преци први пут су се појавили пре око 300 милиона година и имали су распон и до 70 сантиметара.

### Лабораторија за рестаурацију
Кроз стаклене зидове на лабораторији за растаурацију и припрему експоната као и у стакленим сталажама приказана је опрема а на сликама аудио и видео приказима начин рада техничара музеја, са новооткривеним артефактима.
Тако у оовој тематској целини музеја посетиоци могу да гледају како се фосили пронађени на простору покрајине Алберта, припремају од стране техничара Музеја за истраживање и излагање.

### Господари земље
На првом спрату музеја, у четвртој галерији прикаана је раскош и лепота појединих господара Земље и уједно истакнуте неке од најважнијих ретких, крхких, и научно значајних делова из колекције Музеја. Од гипких грабљивица смештен на врх музејског пиједестала до драматичне смрти, уоквирене позлаћеним рамовима, ова створења су у природи створила неоубичајена уметничка дела.
Међу најупечатљивијим експонатима у галерији „Господари земље“ су:
Тираносаурус рекс (Tyrannosaurus rex)
Тираносаурус рекс најлепши су примерци ове врсте диносауруса, позната и под називом „гуштер-тиранин“, изложени у овом делу музејске поставке. Овај рептил се први пут појавио у доба креде и постојао је све до нестанка диносауруса са Земље. Ова грдосија била је дугачка око 13,5 метара, и висока у бедрима око 4 метра. Имао је мале и неразвијене предње удове, али снажан и развијен врат са огромном главом и чељустима препуним оштрих зуба. Зуби су достизали дужину до 20 сантиметара а заједно са канџама на задњим удовима представљали су убојито оружје овог крволочног месождера.
Атроцираптор (Atrociraptor marshalii)
Атроцираптор је врста рептила позната и под називом „дивљи лопов“, једана је од првих дромаеосаурида (мале породица теропод диносауруса) који су откривени у Алберти 1974. године (непосредно у близини музеја). Ова врста уско је повезана са пернатим диносаурусима у Кини, а вероватно је и сама била прекривена шареним перјем.
Горгосаурус (Gorgosaurus)
Горгосаурус изложен у музеју је „малолетник“, пронађена у Провинцијском парку диносауруса у Канади. Он је један од најкомплетнијих примерака своје врсте у свету, и једна од највреднијих експоната Музеја. Утврђено је да је угинуо класичном смрћу - на то указује кружна позиција тела са кичмом савијеном у луку која вуче лобању драматично ка репу.

### Девонски гребен
Гледајући данс скоро пустињски простор Провинцијског парка Бадланд у Алберти, данас је тешко замислити да су ова подручја некада покривала тропска мора, током девона (416-359 милиона година п. н. е.). Овај период који се често назива и „Доба риба“" због велике распрострањености многобројних врста риба.
Девон је у географском погледу означен као џиновски морски гребен око кога је пловило на милионе микроскопских морских животиња, под називом планктони. Остаци ових древних планктона, модификовали су се временом, под утицајима топлоте и притиска, и данас, су извор индустрије фосилних горива Алберте.
Међу најупечатљивијим експонатима у галерији „Девонски гребен“ је:
Девонски гребен (Devonian Reef) — је музејска поставка најрепрезентативнији дела 375 милиона година старог морског гребена, и подводног света који га је окруживао и чинио део живота у овим водама током девона. Хиљаде животињица (овде представљених) служе као модел да нам прикажу древни невероватни, шарени и разноврсни подводни свет који је некада настањивао водене просторе или тропска мора Алберте.

### Врт из доба креде
У посебно издвојеној галерији на првом нивоу Музеја налази се највећа колекције канадских праисторијских биљних врста. Ова ботаничка башта, заправо је нека врста реплике флористичког пејзажа Алберте у доба креда, који је био много другачији од онога који се данас може видети на овом простору Канада.
Диносауруси и друге животиње у периоду креде живеле су у бујном, приморског амбијенту, који је на целокупном простору Алберте, био препун; бара, језера и мочвара.
Музејска поставка Врт из доба креде, је нака врста еколошки зона у којој се уместо хемикалија за узгој и контролу штеточина, користе жива бића; жабе, даждевњаци, бубамаре и гуштери.

### Галерије диносауруса
Галерија диносаурус, која се налазина првом спрату музеја, заправо се састоји од три међусобно повезане музејске поставке о историји живота на Земљи које су се одвијао у периоду пре 145 милиона година п. н. е. до периода од 65 милиона година п. н. е.
Изложени скелети и бројне реконструкције диносауруса, заправо су једна од наимпозантнијих и највећих светских приказа диносауруса и других експоната. Овде се један поред другог налазе биљојед, стегосаурус (Stegosaurus), џиновски камарасаурус (Camarasaurus), и моћни тираносаурус рекс (Tyrannosaurus rex), који својим изгледом узбуђују ентузијасте и посетиоце.
Међу најупечатљивијиим експонатима у галерији диносауруса су:
Трицератопс (Triceratops)'
Трицерапторс са својим великом коштаним скелетом и три рога на глави, био је један од најпрепознатљивији од свих диносауруса. Процењује се да је трицератопс био дугачак око 7,9 до 9 метара, и тежак 6,1-12 тона. Трицератопс није жвако храну као други биљоједи, већ је исечена и сломљене комаде биљака стављао у уста.
Пахириносаурус (Pachyrhinosaurus)
Пахириносаурус, за разлику од познатог рођака, трицератопса, није имао добро развијене рогове изнад носа и очију. Уместо тога, његови рогови су се попут лепезе ширили преко врха лобање формирајући масивну потпорну кост. Његов скелт изложен у музеју пронаћен је у Провинцијалном парку диносаура и знатно је старији од било ког другог до сада пронађеног који припадају новијој врсти.
Еуплоцефалус (Euoplocephalus)'
Еуплоцефалус је диносаурус са добро оклопњеном главом. Он је био један од највећих анкилосаурса - отприлике величине малог слона. Фосилни остаци овог биљоједа, који су најчешћи међу рептилима, омогућили су палеонтолозима да његов бодљикави оклоп, спуштено тело налик на реп добро документују и проуче.
Мосасаур (Mosasaur)
Мосасаур иако није диносаурус изложен је у галерији диносаура. Ово чудно створење, заправо је један од највећих гуштера који су икада живели на Земљи. Био је дугачак више од 15 метара, а у глави је имао моћне чељусти, са оштрим зубубима. Поседовао је спљоштен реп који му је помагао приликом кретања кроз воду.
Тринакромерум (Trinacromerum osbornii)
Тринакромерум је велики, плесиосаур, необичног изглед. Био је кратког врата, са удовима који су били тако прилагођени да формирају крилца налик перајама. Овакав облик удова вероватно му је омогућавао кретање по води, слично оном како то морске корњаче раде и данас.

### Галерија сисара
Галерија сисара, која се налази на првом спрату музеја презентује процесе који су се одвијали у најновијој ери живота на Земљи и посетиоцима открива промене које су се догодине пре 12 милиона година, пре свега геолошку нестабилност, и природу нашег света.
Поступно музејска збира из периода кенозоика, геолошке ере која је почела пре око 65 милиона година и траје и дан данас, приказује како су се континенти померали и заузимали данас релативно познате позиције. Планински ланци су почели да се издижу, а биљке и животиње постале су све препознатљивије данашњим - обележавајући рођење модерног света.
Граница мезозоик - кенозоик која је обележена масовним кредно-терцијарним изумирањем које је означило крај постојања диносауруса који су током мезозоика „владали“ Земљом, документована је бројним добро очуваним експонатима.
Како је ово доба сисара, у овој галерији музеја доминира приказ; како су се појавили у исто време кад и диносауруси, живели први сисри, који су у почетку били малобојни и вешто су се скривали и само ноћу излазили из својих скривница.
У периоду, када су велики рептили почели да нестају (изумиру), сисари (који се се бројчано увећавали), убрзо су били спремни да преузму већи део станишта диносауруса и других рептила.
Доба сисара је период експериментисања и диверзификације који се комбиновао чудним али и познатим начинима еволуције, што је приказано и на овој музејској поставци кроз добро очуване костуре и бројне експонате, цртеже и анимације.
Међу најупечатљивијиим експонатима у галерији сисара су:
Пантодонт (Pantodont)
Пантодонт је био нека врста претече медведа. Ниједан други сисар из епохе палеоцена (једне од епоха палеогена на прелазу између мезозоика и кенозоика, која је трајала око 10 милиона година) ни приближну није имао његову величину.
Уинтатеријум (Uintatherium)'
Уинтатеријум је био велики, незграпни биљојед - чији чланови групе нису успели да се прилагоде променљивим условима живота на Земљи. Иако је ово створење било страшног изгледа, његови молари и премолари указују да се хранио биљкама, и да су његове канџе, највероватније служили за чупање биљака и самоодбрану од рептила и других сисара.
Бронтотер (Brontotheres)
Бронтотер је један од првих сисара који је настао међусобним парењем древних сисара, баш као што се то и данас дежава. Поставка музеја приказује два мушка бронтотера како у борби, користе своје велике рогове као оружје.

### Ледено доба
У овој дворани приказан је изненађујуће другачији свет који је живео у периоду од пре два милиона година, па све до 12.000 година п. н. е. у огромним областима северне хемисфере покривене ледом. Овде су приказани скелетни остаци џиновских мамута, мастодоната, бизона, и сабљасте мачке, који су неприкословено владале земљом на тим просторима.
У овој поставци приказан је скелет мамута високог три метра и тешког пет до осам тона, који се у Европи и Азији појавио пре око 250.000 година и преселио на исток преко Беринговог копненог моста у Северној Америци пре око 100.000 година.
Наше врста, Хомо сапиенс, емигрирала је из Азије до Северне Америке преко исте те земљишне везе (Беринговог копненог моста) и настанила се све од Аљаске до Сибира, пре око 10.000 година п. н. е.
На неким од паноа наводе, ове изложбене поставке наводе се могући узроци који су довели до изумирања мамута и другог живог света који је постојао пре леденог доба, међу којима се помиње и тврдња већине палеонтолога, да је промена климе на то утицала.